# Woodwardiana notialis
Woodwardiana notialis är en insektsart som först beskrevs av Woodward 1953.  Woodwardiana notialis ingår i släktet Woodwardiana och familjen Rhyparochromidae. Inga underarter finns listade i Catalogue of Life.